# Kontinental Hockey League 2008-2009
La stagione 2008-2009 è stata la prima edizione della Kontinental Hockey League. La stagione regolare iniziò il 2 settembre 2008, con ventiquattro squadre iscritte provenienti da quattro nazioni, Russia, Bielorussia, Kazakistan e Lettonia. Alle venti formazioni provenienti dalla vecchia Superliga si aggiunsero per le formazioni dell'Atlant Mytišči, il Barys Astana, la Dinamo Minsk e la Dinamo Riga. La prima edizione del KHL All-Star Game si svolse sulla Piazza Rossa di Mosca il 10 gennaio 2010. L'Ak Bars Kazan' sconfisse la Lokomotiv Jaroslavl' nella finale della Kubok Gagarina per 4-3, conquistando il primo titolo assoluto nella storia della competizione ed il secondo titolo russo consecutivo dopo l'ultima edizione della Superliga.
Le formazioni furono suddivise di quattro raggruppamenti, ciascuno intitolato ad una bandiera dell'hockey su ghiaccio sovietico, tuttavia non furono inquadrati in alcuna Conference. In occasione dei playoff si qualificarono le sedici formazioni con il maggior numero di punti di tutta la lega; alle squadre vincitrici delle division furono garantite le prime quattro posizioni assolute. Ciascuna delle 24 squadre giocò un totale di 56 partite.

## Squadre partecipanti
- Ak Bars Kazan’
- Amur Chabarovsk
- Atlant Mytišči
- Avangard Omsk
- Barys Astana
- Chimik Voskresensk
- CSKA Mosca
- Dinamo Minsk
- Dinamo Mosca
- Dinamo Riga
- Lada Togliatti
- Lok. Jaroslavl’

- Magnitogorsk
- MVD
- Metallurg Novok.
- Neftechimik
- Salavat Julaev
- Severstal’
- Sibir’ Novosibirsk
- SKA Pietroburgo
- Spartak Mosca
- Torpedo N. Novg.
- Traktor Čeljabinsk
- Vitjaz' Čechov

## Pre-season

### Contenzioso con la NHL
Prima dell'inizio della stagione numerosi giocatori provenienti dalla NHL hanno firmato per squadre della KHL. Tra di essi vi sono nomi famosi, come quelli di Jaromír Jágr, Aleksandr Radulov, Ray Emery, Sergej Brylin, Ladislav Nagy, Jozef Stümpel, Marcel Hossa, Ben Clymer, Aleksej Žitnik, Bryan Berard, e Chris Simon. Questo portò ad una tensione fra le due leghe, risolta con un accordo in base al quale ogni lega avrebbe dovuto onorare i contratti stipulati dall'altra. Ciononostante, il passaggio di Aleksandr Radulov, avvenuto effettivamente due giorni prima dell'accordo, fu reso noto solo il giorno successivo alla conclusione dello stesso, fatto che spinse la IIHF ad un'indagine ufficiale.

### Crisi economica
La lega risentì della crisi finanziaria mondiale, con problemi economici più o meno seri per Metallurg Novokuzneck, HK MVD e Chimik Voskresensk. Il Metallurg Magnitogorsk dovette tagliare del 30% le spese per lo staff. All'Avangard Omsk il proprietario Roman Abramovich promise sostegno finanziario in base ai risultati ottenuti. Anche Vitjaz' Čechov, Atlant Mytišči, Lokomotiv Jaroslavl', e CSKA Mosca soffrirono limitazioni economiche.

## Stagione regolare

### Kubok Otkrytija
La stagione regolare prese il via il 2 settembre 2008 con la prima edizione della Kubok Otkrytija, competizione disputata dai detentori della Russian Superleague e dai finalisti dell'edizione precedente. Si contesero il titolo il Salavat Julaev Ufa, squadra campione in carica, e la Lokomotiv Jaroslavl'. La sfida fu vinta dal Salavat Julaev per 4-1.
| Ufa 2 settembre 2008, ore 00:00 UTC+5 | Salavat Julaev | 4 – 1 (0-1; 2-0; 2-0) referto | Lokomotiv Jaroslavl' | Ufa Arena (8.400 spett.) |

### La morte di Aleksej Cherepanov
Il 13 ottobre 2008, durante una partita tra Avangard Omsk e Vitjaz' Čechov, il giocatore Aleksej Cherepanov è morto di infarto. Successive indagini hanno rivelato che il giocatore soffriva di miocardite, la qual cosa non avrebbe dovuto permettergli di diventare un giocatore professionista. È stato scoperto, a seguito di analisi approfondite, che il giocatore faceva uso di doping, probabilmente anche prima della partita in cui morì..
Michail Denisov, direttore generale del club, assieme al medico sociale,, al general manager Anatolij Bardin e al presidente Konstantin Potapov, è finito sotto inchiesta da parte della commissione disciplinare della KHL.

### Classifiche
= Qualificata per i playoff, ( ) = Posizione nella lega
Divizion Bobrova
|    |                       | PG | V  | VOT | SOT | S  | GF  | GS  | PT  |
| -- | --------------------- | -- | -- | --- | --- | -- | --- | --- | --- |
| 1. | Salavat Julaev (1)    | 56 | 38 | 5   | 5   | 8  | 203 | 116 | 129 |
| 2. | Atlant Mytišči (5)    | 56 | 35 | 7   | 3   | 11 | 189 | 111 | 122 |
| 3. | Spartak Mosca (9)     | 56 | 26 | 6   | 3   | 21 | 173 | 158 | 93  |
| 4. | Severstal’ (17)       | 56 | 19 | 8   | 4   | 25 | 142 | 171 | 77  |
| 5. | Metallurg Novok. (21) | 56 | 12 | 5   | 7   | 31 | 127 | 157 | 54  |
| 6. | Dinamo Minsk (22)     | 56 | 12 | 3   | 7   | 34 | 124 | 197 | 49  |

Divizion Tarasova
|    |                         | PG | V  | VOT | SOT | S  | GF  | GS  | PT  |
| -- | ----------------------- | -- | -- | --- | --- | -- | --- | --- | --- |
| 1. | CSKA Mosca (4)          | 56 | 27 | 7   | 7   | 11 | 176 | 141 | 106 |
| 2. | Magnitogorsk (6)        | 56 | 25 | 13  | 3   | 15 | 174 | 148 | 104 |
| 3. | SKA Pietroburgo (8)     | 56 | 26 | 9   | 4   | 17 | 143 | 105 | 100 |
| 4. | Traktor Čeljabinsk (12) | 56 | 24 | 2   | 8   | 22 | 142 | 166 | 84  |
| 5. | MVD (18)                | 56 | 20 | 6   | 1   | 29 | 142 | 159 | 73  |
| 6. | Chimik Voskresensk (24) | 56 | 8  | 3   | 9   | 36 | 108 | 187 | 39  |

Divizion Charlamova
|    |                         | PG | V  | VOT | SOT | S  | GF  | GS  | PT  |
| -- | ----------------------- | -- | -- | --- | --- | -- | --- | --- | --- |
| 1. | Lok. Jaroslavl’ (3)     | 56 | 32 | 4   | 7   | 13 | 175 | 111 | 111 |
| 2. | Dinamo Riga (10)        | 56 | 24 | 5   | 4   | 23 | 132 | 156 | 86  |
| 3. | Lada Togliatti (13)     | 56 | 21 | 8   | 5   | 22 | 120 | 116 | 84  |
| 4. | Avangard Omsk (16)      | 56 | 19 | 7   | 5   | 24 | 161 | 164 | 78  |
| 5. | Sibir’ Novosibirsk (19) | 56 | 15 | 6   | 7   | 28 | 146 | 172 | 64  |
| 6. | Amur Chabarovsk (20)    | 56 | 15 | 4   | 7   | 30 | 111 | 158 | 60  |

Divizion Černyšëva
|    |                       | PG | V  | VOT | SOT | S  | GF  | GS  | PT  |
| -- | --------------------- | -- | -- | --- | --- | -- | --- | --- | --- |
| 1. | Ak Bars Kazan’ (2)    | 56 | 36 | 4   | 6   | 10 | 189 | 123 | 122 |
| 2. | Dinamo Mosca (7)      | 56 | 27 | 7   | 5   | 17 | 184 | 143 | 100 |
| 3. | Torpedo N. Novg. (11) | 56 | 24 | 4   | 4   | 24 | 162 | 162 | 84  |
| 4. | Neftechimik (14)      | 56 | 22 | 3   | 7   | 24 | 146 | 140 | 79  |
| 5. | Barys Astana (15)     | 56 | 20 | 7   | 4   | 25 | 134 | 225 | 78  |
| 6. | Vitjaz' Čechov (23)   | 56 | 6  | 5   | 12  | 33 | 132 | 154 | 40  |

### Statistiche

#### Classifica marcatori
La seguente lista elenca i migliori marcatori al termine della stagione regolare.

| Giocatore           | Squadra        | PG | G  | A  | Pt | +/- | MP  |
| ------------------- | -------------- | -- | -- | -- | -- | --- | --- |
| Sergej Mozjakin     | Atlant Mytišči | 56 | 34 | 42 | 76 | +34 | 14  |
| Jan Marek           | Magnitogorsk   | 53 | 35 | 37 | 72 | +26 | 62  |
| Aleksej Morozov     | Ak Bars Kazan’ | 49 | 32 | 39 | 71 | +22 | 22  |
| Danis Zaripov       | Ak Bars Kazan’ | 56 | 34 | 31 | 65 | +26 | 26  |
| Kevin Dallman       | Barys Astana   | 53 | 28 | 30 | 58 | +6  | 137 |
| Aleksej Tereščenko  | Salavat Julaev | 55 | 28 | 30 | 58 | +41 | 22  |
| Jaromír Jágr        | Avangard Omsk  | 55 | 25 | 28 | 53 | -1  | 62  |
| Aleksandr Koroljuk  | Atlant Mytišči | 56 | 21 | 32 | 53 | +21 | 32  |
| Aleksandr Perežogin | Salavat Julaev | 55 | 28 | 24 | 52 | +34 | 32  |
| Konstantin Glazačev | Barys Astana   | 56 | 28 | 24 | 52 | -7  | 30  |

#### Classifica portieri
La seguente lista elenca i migliori portieri al termine della stagione regolare.

| Giocatore          | Squadra         | PG | Min     | V  | S  | GS | SO | Sv%  | MGS  |
| ------------------ | --------------- | -- | ------- | -- | -- | -- | -- | ---- | ---- |
| Dmitrij Jačanov    | SKA Pietroburgo | 22 | 1224:01 | 9  | 5  | 30 | 6  | .922 | 1.47 |
| Vitalij Kolesnik   | Atlant Mytišči  | 30 | 1321:58 | 14 | 4  | 35 | 5  | .945 | 1.59 |
| Vitalij Košečkin   | Lada Togliatti  | 43 | 2404:09 | 19 | 16 | 66 | 8  | .934 | 1.65 |
| Aleksandr Erëmenko | Salavat Julaev  | 36 | 2036:16 | 27 | 4  | 59 | 3  | .937 | 1.74 |
| Stanislav Galimov  | Ak Bars Kazan’  | 26 | 1494:06 | 21 | 3  | 45 | 7  | .928 | 1.81 |

## Playoff

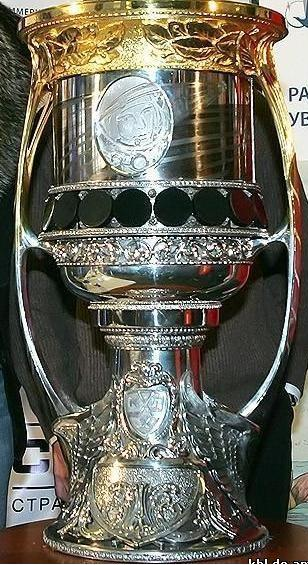
Il trofeo della Kubok Gagarina

Al termine della stagione regolare le migliori 16 squadre del campionato si qualificarono per i playoff. Il Salavat Julaev Ufa si aggiudicò la regular season avendo ottenuto il miglior record della lega con 129 punti. I campioni di ciascuna Divizion conservarono il proprio ranking per l'intera durata dei playoff, mentre le altre squadre furono ricollocate nella graduatoria dopo il primo turno.

### Tabellone playoff
In ciascun turno la squadra con il ranking più alto si sfidò con quella dal posizionamento più basso, usufruendo anche del vantaggio del fattore campo. Nella finale della Coppa Gagarin il fattore campo fu determinato dai punti ottenuti in stagione regolare dalle due squadre. Le semifinali e la finale furono al meglio delle sette gare, seguendo il formato 2–2–1–1–1: la squadra migliore in stagione regolare avrebbe disputato in casa Gara-1 e 2, (se necessario anche Gara-5 e 7), mentre quella posizionata peggio avrebbe giocato nel proprio palazzetto Gara-3 e 4 (se necessario anche Gara-6).
|  | Turno Preliminare (al meglio delle 5 gare) | Turno Preliminare (al meglio delle 5 gare) | Turno Preliminare (al meglio delle 5 gare) |                        |                | Quarti di finale (al meglio delle 5 gare) | Quarti di finale (al meglio delle 5 gare) | Quarti di finale (al meglio delle 5 gare) |  |  | Semifinali (al meglio delle 7 gare) | Semifinali (al meglio delle 7 gare) | Semifinali (al meglio delle 7 gare) |  |  | Finali di Coppa Gagarin (al meglio delle 7 gare) | Finali di Coppa Gagarin (al meglio delle 7 gare) | Finali di Coppa Gagarin (al meglio delle 7 gare) |  |
|  |                                            |                                            |                                            |                        |                |                                           |                                           |                                           |  |  |                                     |                                     |                                     |  |  |                                                  |                                                  |                                                  |  |
|  | 2                                          | Ak Bars Kazan'                             | 3                                          |                        |                |                                           |                                           |                                           |  |  |                                     |                                     |                                     |  |  |                                                  |                                                  |                                                  |  |
|  | 2                                          | Ak Bars Kazan'                             | 3                                          |                        |                |                                           |                                           |                                           |  |  |                                     |                                     |                                     |  |  |                                                  |                                                  |                                                  |  |
|  | 15                                         | Barys Astana                               |                                            |                        |                |                                           |                                           |                                           |  |  |                                     |                                     |                                     |  |  |                                                  |                                                  |                                                  |  |
|  | 15                                         | Barys Astana                               |                                            | 2                      | Ak Bars Kazan' | 3                                         |                                           |                                           |  |  |                                     |                                     |                                     |  |  |                                                  |                                                  |                                                  |  |
|  |                                            |                                            |                                            | 2                      | Ak Bars Kazan' | 3                                         |                                           |                                           |  |  |                                     |                                     |                                     |  |  |                                                  |                                                  |                                                  |  |
|  |                                            |                                            | 16                                         | Avangard Omsk          | 2              |                                           |                                           |                                           |  |  |                                     |                                     |                                     |  |  |                                                  |                                                  |                                                  |  |
|  | 1                                          | Salavat Julaev Ufa                         | 16                                         | Avangard Omsk          | 2              | 1                                         |                                           |                                           |  |  |                                     |                                     |                                     |  |  |                                                  |                                                  |                                                  |  |
|  | 1                                          | Salavat Julaev Ufa                         |                                            |                        |                |                                           |                                           |                                           |  |  |                                     |                                     |                                     |  |  |                                                  |                                                  |                                                  |  |
|  | 16                                         | Avangard Omsk                              | 3                                          |                        |                |                                           |                                           |                                           |  |  |                                     |                                     |                                     |  |  |                                                  |                                                  |                                                  |  |
|  | 16                                         | Avangard Omsk                              | 3                                          |                        | 2              | Ak Bars Kazan'                            | 4                                         |                                           |  |  |                                     |                                     |                                     |  |  |                                                  |                                                  |                                                  |  |
|  |                                            |                                            |                                            |                        |                |                                           |                                           |                                           |  |  |                                     |                                     |                                     |  |  |                                                  |                                                  |                                                  |  |
|  |                                            |                                            | 7                                          | Dinamo Mosca           | 2              |                                           |                                           |                                           |  |  |                                     |                                     |                                     |  |  |                                                  |                                                  |                                                  |  |
|  | 4                                          | CSKA Mosca                                 | 7                                          | Dinamo Mosca           | 2              | 3                                         |                                           |                                           |  |  |                                     |                                     |                                     |  |  |                                                  |                                                  |                                                  |  |
|  | 4                                          | CSKA Mosca                                 |                                            |                        |                |                                           |                                           |                                           |  |  |                                     |                                     |                                     |  |  |                                                  |                                                  |                                                  |  |
|  | 13                                         | Lada Togliatti                             | 2                                          |                        |                |                                           |                                           |                                           |  |  |                                     |                                     |                                     |  |  |                                                  |                                                  |                                                  |  |
|  | 13                                         | Lada Togliatti                             | 2                                          |                        | 4              | CSKA Mosca                                | 0                                         |                                           |  |  |                                     |                                     |                                     |  |  |                                                  |                                                  |                                                  |  |
|  |                                            |                                            |                                            |                        | 4              | CSKA Mosca                                | 0                                         |                                           |  |  |                                     |                                     |                                     |  |  |                                                  |                                                  |                                                  |  |
|  |                                            |                                            | 7                                          | Dinamo Mosca           | 3              |                                           |                                           |                                           |  |  |                                     |                                     |                                     |  |  |                                                  |                                                  |                                                  |  |
|  | 7                                          | Dinamo Mosca                               | 7                                          | Dinamo Mosca           | 3              | 3                                         |                                           |                                           |  |  |                                     |                                     |                                     |  |  |                                                  |                                                  |                                                  |  |
|  | 7                                          | Dinamo Mosca                               |                                            |                        |                |                                           |                                           |                                           |  |  |                                     |                                     |                                     |  |  |                                                  |                                                  |                                                  |  |
|  | 10                                         | Dinamo Riga                                | 0                                          |                        |                |                                           |                                           |                                           |  |  |                                     |                                     |                                     |  |  |                                                  |                                                  |                                                  |  |
|  | 10                                         | Dinamo Riga                                | 0                                          |                        | 2              | Ak Bars Kazan'                            | 4                                         |                                           |  |  |                                     |                                     |                                     |  |  |                                                  |                                                  |                                                  |  |
|  |                                            |                                            |                                            |                        |                |                                           |                                           |                                           |  |  |                                     |                                     |                                     |  |  |                                                  |                                                  |                                                  |  |
|  |                                            |                                            | 3                                          | Lokomotiv Jaroslavl'   | 3              |                                           |                                           |                                           |  |  |                                     |                                     |                                     |  |  |                                                  |                                                  |                                                  |  |
|  | 3                                          | Lokomotiv Jaroslavl'                       | 3                                          | Lokomotiv Jaroslavl'   | 3              | 3                                         |                                           |                                           |  |  |                                     |                                     |                                     |  |  |                                                  |                                                  |                                                  |  |
|  | 3                                          | Lokomotiv Jaroslavl'                       |                                            |                        |                |                                           |                                           |                                           |  |  |                                     |                                     |                                     |  |  |                                                  |                                                  |                                                  |  |
|  | 14                                         | Neftekhimik Nižnekamsk                     | 1                                          |                        |                |                                           |                                           |                                           |  |  |                                     |                                     |                                     |  |  |                                                  |                                                  |                                                  |  |
|  | 14                                         | Neftekhimik Nižnekamsk                     | 1                                          |                        | 3              | Lokomotiv Jaroslavl'                      | 3                                         |                                           |  |  |                                     |                                     |                                     |  |  |                                                  |                                                  |                                                  |  |
|  |                                            |                                            |                                            |                        | 3              | Lokomotiv Jaroslavl'                      | 3                                         |                                           |  |  |                                     |                                     |                                     |  |  |                                                  |                                                  |                                                  |  |
|  |                                            |                                            | 9                                          | Spartak Mosca          | 0              |                                           |                                           |                                           |  |  |                                     |                                     |                                     |  |  |                                                  |                                                  |                                                  |  |
|  | 8                                          | SKA S. Pietroburgo                         | 9                                          | Spartak Mosca          | 0              | 0                                         |                                           |                                           |  |  |                                     |                                     |                                     |  |  |                                                  |                                                  |                                                  |  |
|  | 8                                          | SKA S. Pietroburgo                         |                                            |                        |                |                                           |                                           |                                           |  |  |                                     |                                     |                                     |  |  |                                                  |                                                  |                                                  |  |
|  | 9                                          | Spartak Mosca                              | 3                                          |                        |                |                                           |                                           |                                           |  |  |                                     |                                     |                                     |  |  |                                                  |                                                  |                                                  |  |
|  | 9                                          | Spartak Mosca                              | 3                                          |                        | 3              | Lokomotiv Jaroslavl'                      | 4                                         |                                           |  |  |                                     |                                     |                                     |  |  |                                                  |                                                  |                                                  |  |
|  |                                            |                                            |                                            |                        |                |                                           |                                           |                                           |  |  |                                     |                                     |                                     |  |  |                                                  |                                                  |                                                  |  |
|  |                                            |                                            | 6                                          | Metallurg Magnitogorsk | 1              |                                           |                                           |                                           |  |  |                                     |                                     |                                     |  |  |                                                  |                                                  |                                                  |  |
|  | 5                                          | Atlant Mytišči                             | 6                                          | Metallurg Magnitogorsk | 1              | 3                                         |                                           |                                           |  |  |                                     |                                     |                                     |  |  |                                                  |                                                  |                                                  |  |
|  | 5                                          | Atlant Mytišči                             |                                            |                        |                |                                           |                                           |                                           |  |  |                                     |                                     |                                     |  |  |                                                  |                                                  |                                                  |  |
|  | 12                                         | Traktor Čeljabinsk                         | 0                                          |                        |                |                                           |                                           |                                           |  |  |                                     |                                     |                                     |  |  |                                                  |                                                  |                                                  |  |
|  | 12                                         | Traktor Čeljabinsk                         | 0                                          |                        | 5              | Atlant Mytišči                            | 1                                         |                                           |  |  |                                     |                                     |                                     |  |  |                                                  |                                                  |                                                  |  |
|  |                                            |                                            |                                            |                        | 5              | Atlant Mytišči                            | 1                                         |                                           |  |  |                                     |                                     |                                     |  |  |                                                  |                                                  |                                                  |  |
|  |                                            |                                            | 6                                          | Metallurg Magnitogorsk | 3              |                                           |                                           |                                           |  |  |                                     |                                     |                                     |  |  |                                                  |                                                  |                                                  |  |
|  | 6                                          | Metallurg Magnitogorsk                     | 6                                          | Metallurg Magnitogorsk | 3              | 3                                         |                                           |                                           |  |  |                                     |                                     |                                     |  |  |                                                  |                                                  |                                                  |  |
|  | 6                                          | Metallurg Magnitogorsk                     |                                            |                        |                |                                           |                                           |                                           |  |  |                                     |                                     |                                     |  |  |                                                  |                                                  |                                                  |  |
|  | 11                                         | Torpedo Nižnij Novgorod                    | 0                                          |                        |                |                                           |                                           |                                           |  |  |                                     |                                     |                                     |  |  |                                                  |                                                  |                                                  |  |

### Coppa Gagarin
La finale della Coppa Gagarin 2009 è stata una serie al meglio delle sette gare che ha determinato il campione della Koninental Hockey League per la stagione 2008-09. L'Ak Bars Kazan' ha sconfitto la Lokomotiv Jaroslavl' in sette partite e si sono aggiudicati la prima Kubok Gagarina della storia, bissando il successo nella Superliga ottenuto l'anno prima.

#### Serie
| Kazan' 2 aprile 2009, ore 19:00 | Ak Bars Kazan' | 0 – 3 (0-0; 0-3) referto | Lokomotiv Jaroslavl' | TatNeft Arena (8.240 spett.) |

| Kazan' 3 aprile 2009, ore 19:00 | Ak Bars Kazan' | 4 – 3 (d.t.s.) (1-3; 1-3) referto | Lokomotiv Jaroslavl' | TatNeft Arena (7.882 spett.) |

| Jaroslavl' 5 aprile 2009, ore 17:00 | Lokomotiv Jaroslavl' | 3 – 0 (1-0; 3-0) referto | Ak Bars Kazan' | Arena 2000 (9.046 spett.) |

| Jaroslavl' 6 aprile 2009, ore 19:00 | Lokomotiv Jaroslavl' | 2 – 5 (1-2; 2-5) referto | Ak Bars Kazan' | Arena 2000 (9.046 spett.) |

| Kazan' 8 aprile 2009, ore 19:00 | Ak Bars Kazan' | 2 – 3 (1-0; 1-1) referto | Lokomotiv Jaroslavl' | TatNeft Arena (8.295 spett.) |

| Jaroslavl' 10 aprile 2009, ore 19:00 | Lokomotiv Jaroslavl' | 2 – 3 (d.t.s.) (0-1; 0-1; 2-2) referto | Ak Bars Kazan' | Arena 2000 (9.046 spett.) |

| Kazan' 12 aprile 2009, ore 17:00 | Ak Bars Kazan' | 1 – 0 (0-0; 0-0; 1-0) referto | Lokomotiv Jaroslavl' | TatNeft Arena (8.294 spett.) |

## Classifica finale
| Pos. | Squadra            |
| ---- | ------------------ |
| 1    | Ak Bars Kazan’     |
| 2    | Lok. Jaroslavl’    |
| 3    | Magnitogorsk       |
| 4    | Dinamo Mosca       |
| 5    | CSKA Mosca         |
| 6    | Atlant Mytišči     |
| 7    | Spartak Mosca      |
| 8    | Avangard Omsk      |
| 9    | Salavat Julaev     |
| 10   | SKA Pietroburgo    |
| 11   | Dinamo Riga        |
| 12   | Torpedo N. Novg.   |
| 13   | Traktor Čeljabinsk |
| 14   | Lada Togliatti     |
| 15   | Neftechimik        |
| 16   | Barys Astana       |
| 17   | Severstal’         |
| 18   | MVD                |
| 19   | Sibir’ Novosibirsk |
| 20   | Amur Chabarovsk    |
| 21   | Metallurg Novok.   |
| 22   | Dinamo Minsk       |
| 23   | Vitjaz' Čechov     |
| 24   | Chimik Voskresensk |

### Premi KHL
Il 15 marzo 2009 la KHL tenne la sua prima cerimonia di premiazione. Furono distribuiti in totale 23 diversi premi attribuiti a squadre, giocatori e dirigenti.
| Trofeo Golden Hockey Stick (MVP stagione regolare) | Danis Zaripov (Kazan')            |
| Master Play-off (MVP play-off)                     | Aleksej Morozov (Kazan')          |
| Premio Aleksej Čerepanov (miglior rookie)          | Il'ja Proskurjakov (Magnitogorsk) |

### KHL All-Star Team

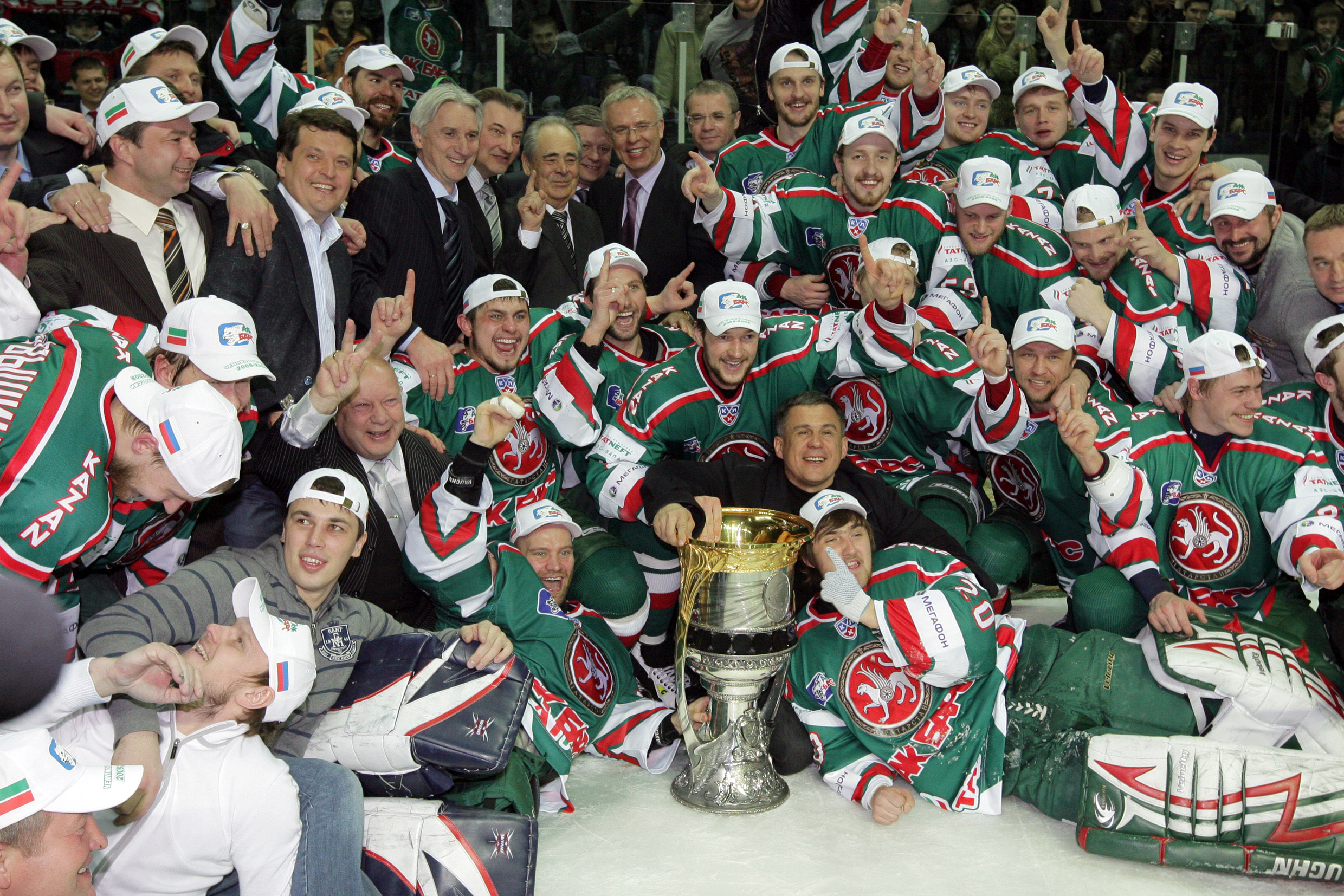
I giocatori dell'Ak Bars Kazan' che festeggiano la vittoria della prima edizione della KHL

| Attacco:  | Danis Zaripov – Aleksej Tereščenko – Aleksej Morozov |
| Difesa:   | Kevin Dallman – Il'ja Nikulin                        |
| Portiere: | Georgij Gelašvili                                    |

### Giocatori del mese
| Mese      | Portiere                            | Difensore                        | Attaccante                         | Rookie                       |
| --------- | ----------------------------------- | -------------------------------- | ---------------------------------- | ---------------------------- |
| Settembre | Aleksandr Erëmenko (Salavat Julaev) | Magnus Johansson (Atlant)        | Sergej Mozjakin (Atlant)           | Maksim Kicyn (Novokuznetsk)  |
| Ottobre   | Vitalij Kolesnik (Atlant)           | Il'ja Nikulin (Kazan')           | Jan Marek (Magnitogorsk)           | Andrej Kolesnikov (Čechov)   |
| Novembre  | Robert Esche (SKA)                  | Konstantin Korneev (CSKA)        | Andrei Tereščenko (Salavat Julaev) | Stanislav Galimov (Kazan')   |
| Dicembre  | Martin Prusek (Riga)                | Karel Rachůnek (Dinamo Mosca)    | Danis Zaripov (Kazan')             | Aleksandr Vasilev (Čechov)   |
| Gennaio   | Vitalij Eremeev (Dinamo Mosca)      | Vitalij Proškin (Salavat Julaev) | Aleksandr Koroljuk (Atlant)        | Aleksandr Vasilev (Čechov)   |
| Febbraio  | Dmitri Kochnev (Spartak)            | Peter Podhradský (Torpedo)       | Danis Zaripov (Kazan')             | Stepan Zacharčuk (Togliatti) |
| Marzo     | Georgij Gelašvili (Jaroslavl')      | Il'ja Nikulin (Kazan')           | Mattias Weinhandl (Dinamo Mosca)   |                              |